# Saussay, Seine-Maritime

Saussay este o comună în departamentul Seine-Maritime, Franța. În 1 ianuarie 2022 avea o populație de 379 de locuitori.